# Chlum (Staňkovice)
Chlum (německy Chlum) je malá vesnice, část obce Staňkovice v okrese Kutná Hora. Nachází se asi 1,5 kilometru západně od Staňkovic. Chlum leží v katastrálním území Smilovice u Staňkovic o výměře 3,66 km².

## Historie
První písemná zmínka o vesnici pochází z roku 1376.

## Pamětihodnosti
- Socha svatého Donáta v severovýchodní části vsi